# Bistum Bhagalpur
Das Bistum Bhagalpur (lat.: Dioecesis Bhagalpurensis) ist eine römisch-katholische Diözese in Indien. Es ist eine Suffragandiözese des Erzbistums Patna.

## Geschichte
Das Bistum wurde am 3. August 1956 als Apostolische Präfektur Bhagalpur gegründet. Am 11. Januar 1965 erfolgte die Erhebung zum Bistum. Erster Bischof wurde der bisherige Apostolische Präfekt Urban Eugen McGarry.

## Bischöfe von Bhagalpur
- Urban Eugen McGarry TOR (1956–1987) (bis 1965 Apostolischer Präfekt)
- George Victor Saupin SJ (1987–1993)
- Thomas Kozhimala (1996–2005)
- Kurian Valiakandathil (seit 2007)